# Ivan Harman
Ivan Harman (* 23. června 1967, Žilina) je slovenský politik, bývalý starosta města Žilina a bývalý poslanec Národní rady SR.

## Život a Kariéra
Do veřejných aktivit vstoupil v roce 1989 jako studentský aktivista na Pedagogické fakultě v Banské Bystrici během sametové revoluce. Pracoval jako pedagog a jako výzkumný pracovník Výzkumného a vývojového ústavu železnic. V stranické politice se angažuje od roku 2000, v letech 2002 až 2006 působil jako generální sekretář SDKU-DS.
Od roku 2002 je spolumajitelem společnosti Artis Omnis, která se zabývá hlavně vydavatelskou činností. V letech 2006 až 2010 působil jako primátor města Žilina za koalici SDKU-DS, KDH, SF a OKS. V roce 2010 se stal poslancem parlamentu a zůstal jím až do předčasných voleb v roce 2012.